# Кубок Естонії з футболу 2001—2002
Кубок Естонії з футболу 2001–2002 — 12-й розіграш кубкового футбольного турніру в Естонії. Титул вперше здобула Левадія (Таллінн).

## Календар
| Раунд        | Дата             | Матчі | Клуби   |
| ------------ | ---------------- | ----- | ------- |
| Перший раунд | 2 вересня 2001   | 3     | 18 → 15 |
| Другий раунд | 7-9 жовтня 2001  | 7     | 15 → 8  |
| 1/4 фіналу   | 9/22 квітня 2002 | 8     | 8 → 4   |
| 1/2 фіналу   | 5/21 травня 2002 | 4     | 4 → 2   |
| Фінал        | 31 травня 2002   | 1     | 2 → 1   |

## Перший раунд
| Команда 1         | Рахунок | Команда 2            |
| ----------------- | ------- | -------------------- |
| 2 вересня 2001    |         |                      |
| ФК Лелле (3)      | 0:9     | Левадія (Пярну) (2)  |
| Мухумаа (3)       | 2:6     | Калев (Сілламяе) (2) |
| Ганза Юнайтед (4) | 2:3     | ГЮЙК Еммасте (2)     |

## Другий раунд
| Команда 1            | Рахунок | Команда 2            |
| -------------------- | ------- | -------------------- |
| 7 жовтня 2001        |         |                      |
| Тервіс (Пярну) (2)   | 0:7     | Тулевик (Вільянді)   |
| Калев (Сілламяе) (2) | 2:3     | Левадія (Таллінн)    |
| ГЮЙК Еммасте (2)     | 1:5 дч  | Транс (Нарва)        |
| Левадія (Пярну) (2)  | 0:2     | Левадія (Маарду)     |
| 9 жовтня 2001        |         |                      |
| Елва (2)             | 1:2 дч  | Лоотус (Кохтла-Ярве) |
| Валга (2)            | 1:3 дч  | ТВМК                 |
| Меркуур (Тарту) (2)  | 7:4 дч  | Курессааре           |

## 1/4 фіналу
| Команда 1            | Заг.    | Команда 2          | 1-й матч | 2-й матч |
| -------------------- | ------- | ------------------ | -------- | -------- |
| 9/22 квітня 2002     |         |                    |          |          |
| Меркуур (Тарту) (2)  | 4:10    | Транс (Нарва)      | 2:3      | 2:7      |
| Лоотус (Кохтла-Ярве) | 3:7     | ТВМК               | 1:4      | 2:3      |
| Левадія (Маарду)     | 3:0     | Тулевик (Вільянді) | 2:0      | 1:0      |
| Флора                | 3:3 (ч) | Левадія (Таллінн)  | 2:2      | 1:1      |

## 1/2 фіналу
| Команда 1        | Заг.    | Команда 2         | 1-й матч | 2-й матч |
| ---------------- | ------- | ----------------- | -------- | -------- |
| 5/21 травня 2002 |         |                   |          |          |
| Левадія (Маарду) | 3:3 (ч) | ТВМК              | 1:1      | 2:2      |
| Транс (Нарва)    | 2:3     | Левадія (Таллінн) | 1:1      | 1:2      |

## Фінал
| 31 травня 2002 |

| Левадія (Таллінн) | 2:0      | Левадія (Маарду) |
| ----------------- | -------- | ---------------- |
| Ягудін 43', 84'   | Протокол |                  |

| А. Ле Кок Арена, Таллінн Глядачів: 200 Арбітр: Стен Калдма |